# Vojenský újezd Brdy
Vojenský újezd Brdy, dříve též vojenský výcvikový prostor Jince, se nacházel ve Středních Brdech v západní části okresu Příbram ve Středočeském kraji, mezi Rokycany (Strašicemi) a Příbramí, jižně od Hořovic, severně od Rožmitálu pod Třemšínem. Újezdní úřad sídlil v obci Jince, rozloha vojenského újezdu byla 260,08 km² a žilo v něm kolem 30 obyvatel. Asi 90 % území bývalého újezdu tvořil les, zbylou část využívala armáda především jako cvičiště se specializovanou dělostřeleckou a leteckou střelnicí. Při zrušení k 1. lednu 2016 bylo jeho území rozděleno 27 obcím v okresech Příbram a Beroun ve Středočeském kraji a v okresech Plzeň-jih a Rokycany v Plzeňském kraji.
Vojenský prostor zde vznikl usnesením vlády Československé republiky ze dne 19. února 1926, od roku 1950 byl vojenským újezdem. Na jeho území bylo šest cílových ploch – Tok, Jordán, Brda, Padrť, Bahna a Kolvín. Tři posledně jmenované byly v poslední době zakonzervované a nevyužívané. Zákaz vstupu pro veřejnost platil v letech 1940–1945 a 1950–2015, v roce 2007 byly v omezeném rozsahu zpřístupněny malé části na okrajích.
Po zrušení újezdu zde zůstává jen velmi malý prostor, který by měl být prohledán z důvodů možnosti nálezu neodpálené munice. Současně se zrušením vojenského újezdu zde vznikla chráněná krajinná oblast Brdy, která nakonec zahrnula i Jižní Brdy. I po zrušení vojenského újezdu jsou některé oblasti nadále užívány armádou a veřejnosti nepřístupné. Jde zejména o posádkové cvičiště Jince včetně dopadové plochy Brda a dále například o utajený objekt U Němých.

## Katastrální území
V důsledku vzniku vojenského prostoru zcela zanikly obce Kolvín, Zaběhlá, Padrť a Hrachoviště a Velcí; zcela zbořeny byly i samotné vesnice, pouze Velcí zůstalo zčásti zachované.
Zde je seznam katastrálních území, na která se vojenský újezd členil od roku 1967 údajně do roku 2003, přestože nařízení vlády č. 241/2004 Sb. uvádí tato katastrální území ještě roku 2004 („I“ na konci názvu znamená, že se jednalo o katastr, který vznikl připojením části původního katastrálního území, jehož zbytek včetně samotného sídla však do újezdu začleněn nebyl):
1. Baština
2. Baštinka
3. Borovno I
4. Bratkovice I
5. Buková I
6. Čenkov I
7. Číčov I
8. Dobřív I
9. Dominikální Paseky I
10. Drahlín I
11. Felbabka I
12. Hořice I
13. Hrachoviště
14. Chaloupky I
15. Jince I
16. Kolvín
17. Křešín I
18. Kvaň I
19. Láz I
20. Malá Víska I
21. Mirošov I
22. Míšov I
23. Nepomuk I
24. Obecnice I
25. Ohrazenice I
26. Padrť
27. Podluhy I
28. Sádek I
29. Skořice I
30. Strašice I
31. Štítov I
32. Trokavec I
33. Velcí
34. Věšín I
35. Vranovice I
36. Zaběhlá
37. Zaječov I

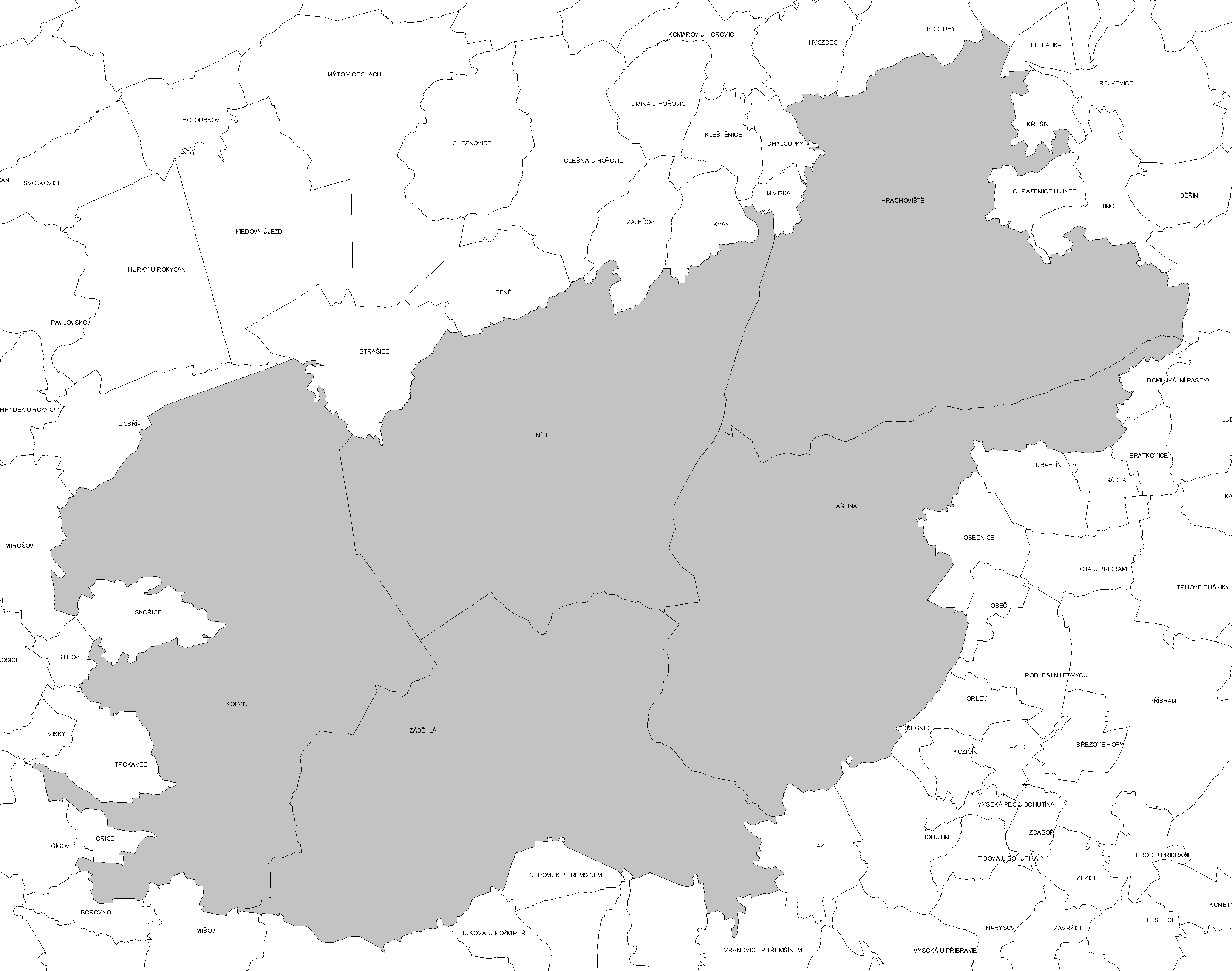
Pět katastrálních území vojenského újezdu, vytvořených roku 2003

K 31. lednu 2003 bylo katastrální členění vojenského újezdu změněno, přičemž zde bylo vytvořeno následujících pět větších katastrálních území, majících název některého z předchozích katastrálních území:
- Baština (rozloha 49,504241 km²[6])
- Hrachoviště (rozloha 52,211255 km²[7])
- Kolvín (rozloha 56,392582 km²[8])
- Těně I (rozloha 50,579398 km²[9])
- Zaběhlá (rozloha 51,40217 km²[10])

V souvislosti s předpokládaným zrušením újezdu byl k 10. únoru 2014 újezd rozdělen na 27 katastrálních území pojmenovaných podle obcí, ke kterým tyto části po zrušení připadly (deset z nich tak přešlo do Plzeňského kraje). Zpracovaný návrh nového katastrálního členění vycházel z hranic platných roku 1949, již roku 2012 byl schválen příslušnými obcemi a následně vládou. V důsledku jednání s obcemi však ne vždy byly nakonec respektovány historické hranice.
Nová katastrální území byla k 1. lednu 2016 připojena vždy k hlavní evidenční části obce, k níž odkazovala svým názvem, s výjimkou katastrálního území Číčov v Brdech, které bylo připojeno k části Hořice města Spálené Poříčí. Území bývalého vojenského újezdu v okrese Příbram tak bylo rozděleno do okresů Příbram, Beroun, Rokycany a Plzeň-jih.

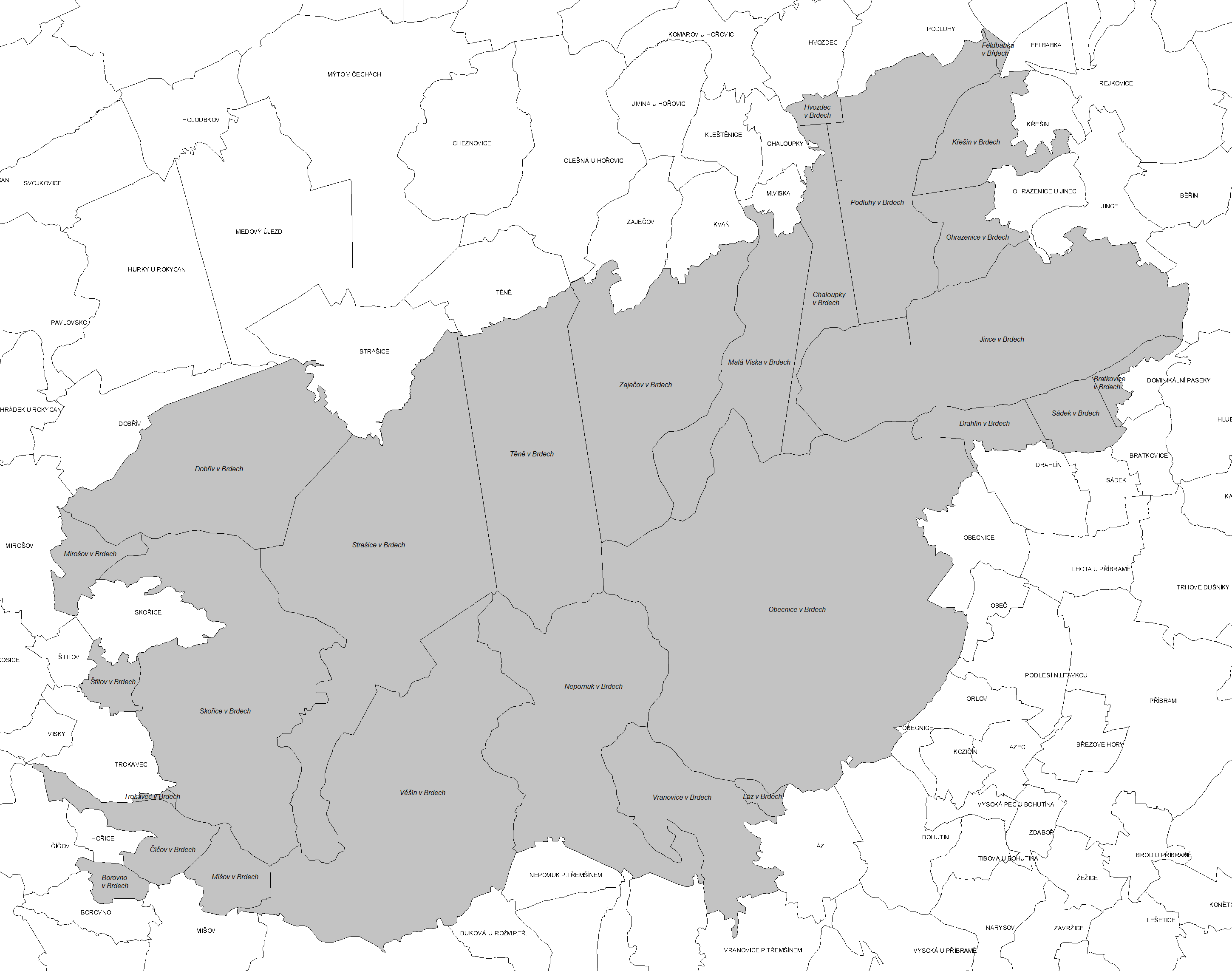
27 katastrálních území vojenského újezdu, vytvořených roku 2014

Okres Příbram, Středočeský kraj (11 katastrálních území, 13 budov, 8 obyvatel):
- Bratkovice v Brdech (rozloha 0,965212 km²[13], 0 budov, 0 obyvatel) k obci Bratkovice
- Drahlín v Brdech (rozloha 2,254725 km²[14], 0 budov, 0 obyvatel) k obci Drahlín
- Jince v Brdech (rozloha 21,561252 km²[15], 11 budov, 3 obyvatelé) k obci Jince
- Křešín v Brdech (rozloha 4,337243 km²[16], 0 budov, 0 obyvatel) k obci Křešín
- Láz v Brdech (rozloha 0,484569 km²[17], 0 budov, 0 obyvatel) k obci Láz
- Nepomuk v Brdech (rozloha 17,658333 km²[18], 1 budova, 0 obyvatel) k obci Nepomuk
- Obecnice v Brdech (rozloha 45,999293 km²[19], 1 budova, 5 obyvatel) k obci Obecnice
- Ohrazenice v Brdech (rozloha 3,109196 km²[20], 0 budov, 0 obyvatel) k obci Ohrazenice
- Sádek v Brdech (rozloha 2,349958 km²[21], 0 budov, 0 obyvatel) k obci Sádek
- Věšín v Brdech (rozloha 24,051408 km²[22], 0 budov, 0 obyvatel) k obci Věšín
- Vranovice v Brdech (rozloha 7,630929 km²[23], 0 budov, 0 obyvatel) k obci Vranovice

Okres Beroun, Středočeský kraj (6 katastrálních území, 5 budov, 2 obyvatelé):
- Chaloupky v Brdech (rozloha 4,771884 km²[24], 2 budovy, 0 obyvatel) k obci Chaloupky
- Felbabka v Brdech (rozloha 0,177424 km²[25], 0 budov, 0 obyvatel) k obci Felbabka
- Hvozdec v Brdech (rozloha 0,635306 km²[26], 0 budov, 0 obyvatel) k obci Hvozdec
- Malá Víska v Brdech (rozloha 9,037433 km²[27], 0 budov, 0 obyvatel) k obci Malá Víska
- Podluhy v Brdech (rozloha 11,960797 km²[28], 2 budovy, 1 obyvatel) k obci Podluhy
- Zaječov v Brdech (rozloha 15,219726 km²[29], 1 budova, 1 obyvatel) k obci Zaječov

Okres Rokycany, Plzeňský kraj (7 katastrálních území, 11 budov, 21 obyvatel):
- Dobřív v Brdech (rozloha 15,001008 km²[30], 0 budov, 0 obyvatel) k obci Dobřív
- Mirošov v Brdech (rozloha 2,088398 km²[31], 0 budov, 0 obyvatel) k obci Mirošov
- Skořice v Brdech (rozloha 20,013659 km²[32], 9 budov, 21 obyvatel – jde zejména o osadu Kolvín) k obci Skořice
- Strašice v Brdech (rozloha 26,901687 km²[33], 2 budovy, 0 obyvatel) k obci Strašice
- Štítov v Brdech (rozloha 1,324276 km²[34], 0 budov, 0 obyvatel) k obci Štítov
- Těně v Brdech (rozloha 15,873074 km²[35], 0 budov, 0 obyvatel) k obci Těně
- Trokavec v Brdech (rozloha 0,169004 km²[36], 0 budov, 0 obyvatel) k obci Trokavec

Okres Plzeň-jih, Plzeňský kraj (3 katastrální území, 0 budov, 0 obyvatel):
- Borovno v Brdech (rozloha 0,965899 km²[37], 0 budov, 0 obyvatel) k obci Borovno
- Číčov v Brdech (rozloha 3,326621 km²[38], 0 budov, 0 obyvatel) k části Hořice města Spálené Poříčí
- Míšov v Brdech (rozloha 2,221332 km²[39], 0 budov, 0 obyvatel) k obci Míšov

## Pamětihodnosti
- zřícenina hradu Valdek

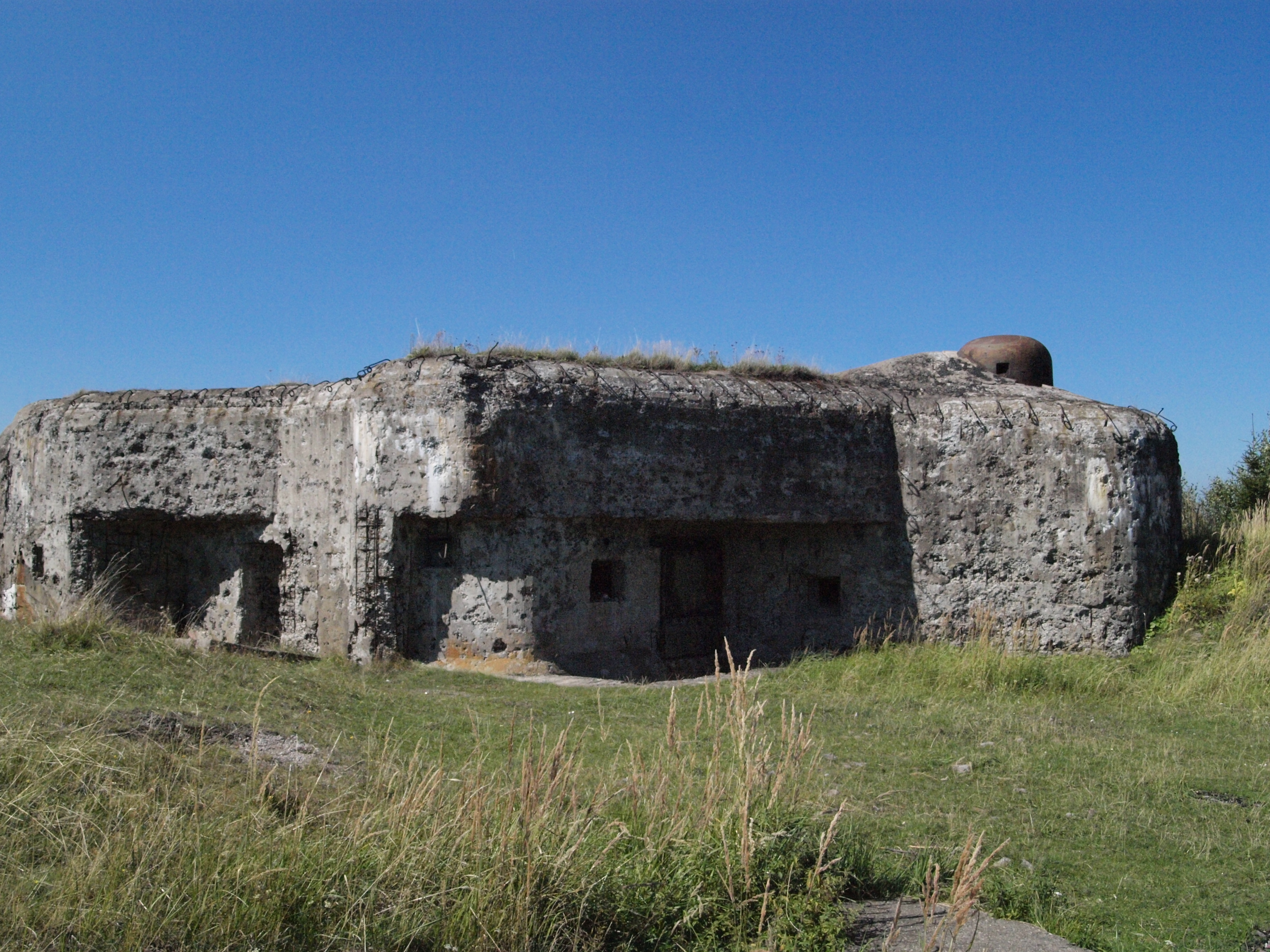
Pěchotní srub CE na Jordánu

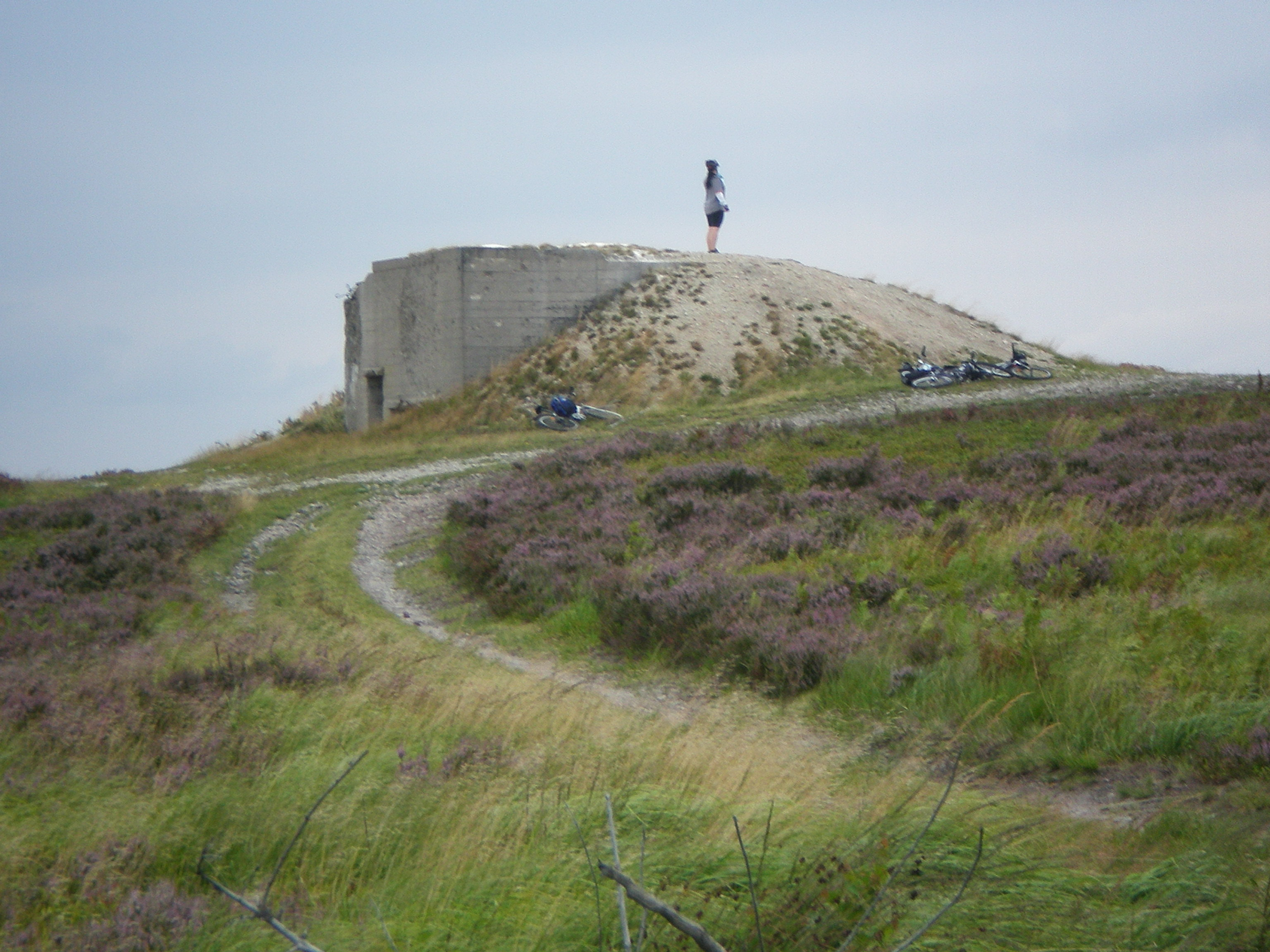
Bunkr na Houpáku (794 m n. m.)

- Padrťské rybníky – Hořejší Padrťský rybník a Dolejší Padrťský rybník
- Bunkr na Houpáku
- Letiště pod Hejlákem
- Zkušební a cvičný objekt CE (bunkr na Jordánu)
- zaniklý klášter u Teslínů
- lovecký zámeček Tři Trubky
- každoročně pořádaná akce Den pozemního vojska – Bahna
- kóta 718,8 m - místo, kde měl stát americký radar

## Historie

### Dělostřelecká střelnice
Usnesením vlády ČSR z 19. února 1926 vznikla v Brdech dělostřelecká střelnice. Protesty okolních obcí i některých umělců byly neúspěšné, v parlamentu neuspěl ani návrh na zřízení národního parku, který měl zamezit vojenskému využití. Zákaz vstupu pro veřejnost byl omezen jen na dělostřelecké cílové plochy. Za okupace během druhé světové války německá armáda zavedla zákaz vstupu do celého prostoru. V roce 1940 vojenský prostor rozšířila o území dalších 11 obcí. Objekty však nebyly zbořeny, po válce se mohli vystěhovaní vrátit. Po válce byla střelnice nadále využívána v původním územním rozsahu z doby před válkou a vstup na území mimo cílové plochy byl opět povolen. K vojenskému území byly postupně připojeny zkonfiskované lesy hořovického velkostatku včetně zříceniny hradu Valdek.

### Vojenský újezd
Usnesením vlády ČSR ze dne 6. června 1950 byl s platností od 1. července 1950 vytvořen z dosavadního vojenského tábora vojenský újezd Brdy. Tímto okamžikem začal znovu platit úplný zákaz vstupu na jeho území. Dalším vládním usnesením z 5. února 1952 bylo se zpětnou platností od 1. února 1952 rozšířeno území vojenského újezdu Brdy, a to mj. i o pětici obcí – Hrachoviště, Kolvín, Padrť, Velcí a Záběhlá. Ještě téhož roku následovalo vysídlování a demolice. Z výše zmíněných obcí se v menším rozsahu zachovala pouze zástavba obce Velcí. V 50. a 60. letech bylo nedaleko obce Strašice vybudováno podzemní velitelské stanoviště tzv. Československého frontu a v 70. letech 20. století byl u obce Míšov vybudován sklad určený pro sovětskou jadernou munici.
Po roce 2000 probíhala dvoustranná jednání mezi ministerstvem obrany ČR a Spojenými státy o případném umístění části protiraketové základny USA na území ČR. Brdy byly vybrány jako místo, kde by k případné výstavbě mělo dojít – a to u obcí Teslíny (1,4 km) a Míšov (1,7 km) na bezejmenném kopci o kótě 718,8 m n. m. Záměr se stal v letech 2006 a 2007 žhavým českým vnitropolitickým tématem a znepokojení vyjadřovalo i Rusko. Americká strana poté od záměru ustoupila.

### 2016
Počátkem roku 2016 byla zpřístupněna valná většina Brdské oblasti.

## Symboly vojenského újezdu
Znak a vlajka byly vojenskému újezdu Brdy uděleny rozhodnutím č. 70 předsedy Poslanecké sněmovny Parlamentu České republiky ze dne 11. května 2006.

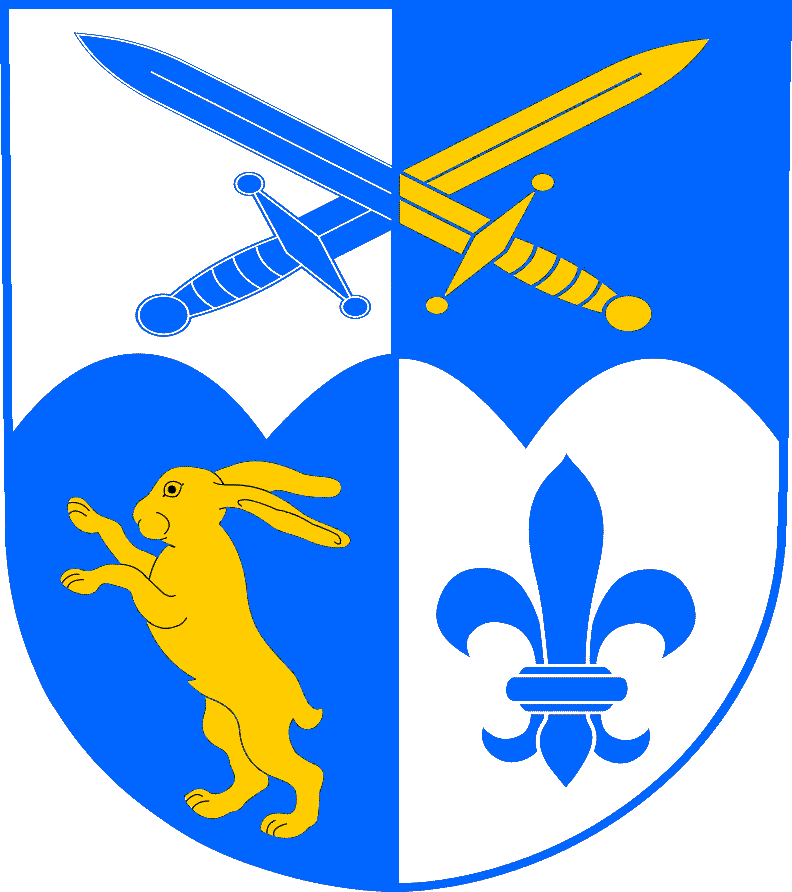
Znak vojenského újezdu Brdy (2006–2015)
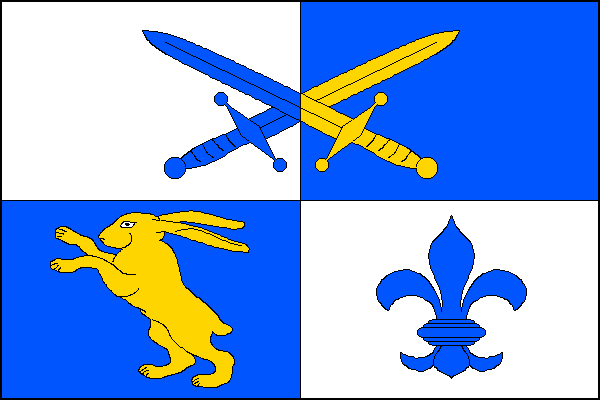
Vlajka vojenského újezdu Brdy (2006–2015) Poměr stran: 2:3

## Zpřístupnění okrajových částí
Okrajové části vojenského újezdu byly o sobotách, nedělích a státem uznaných svátcích vždy od 7 do 21 hodin na základě výnosu přednosty újezdního úřadu přístupné pro pěší a cyklistickou veřejnost v režimu takzvaného dočasného zpřístupnění II. kategorie. Slavnostní otevření proběhlo v sobotu 7. dubna 2007 za účasti ministryně obrany Vlasty Parkanové a náčelníka generálního štábu Vlastimila Picka v obci Neřežín pod Valdekem. Klub českých turistů zde vyznačil nové cyklotrasy a turistické značené cesty, které vedou např. na vrchol Třemošná a ke zřícenině hradu Valdek.
Ve zpřístupněných zónách platily zvláštní podmínky, například povinnost hlásit nalezený vojenský materiál a nemanipulovat s ním a respektovat pokyny osob (kromě policie a vojenské policie též osob pověřených přednostou újezdního úřadu) i výstražných tabulí, zákaz stanování a rozdělávání ohňů, zákaz vstupu do cvičišť a cílových ploch. Osoby mladší 15 let mohly vstupovat na území újezdu pouze v doprovodu osoby starší 18 let. Individuálně bylo možno žádat o povolení vstupu i mimo tyto zpřístupněné zóny za účelem sběru lesních plodin, turistiky apod., avšak i toto povolení platilo pouze v sobotu, neděli a ve svátky.
Hejtman Středočeského kraje Josef Řihák nebyl roku 2007 nakloněn zpřístupňování dalších části (vzhledem k nevybuchlé munici i ochraně životního prostředí), starosta Věšína Pavel Hutr to naopak považoval za první krok k postupném zpřístupňování Brd a doposud byly zpřístupněny jen části, které lidé stejně načerno využívali. Rozvoj turistiky v oblasti byl podle starosty pro obce výhodný. Pro další zpřístupňování se vyslovil též exhejtman Středočeského kraje Petr Bendl. Nedostupné byly vrcholy Tok a Praha.

### Zóny zpřístupnění
Stezky ve zpřístupněných zónách byly přístupné pouze o sobotách, nedělích a svátcích. Sídelní útvary a silniční komunikace byly přístupné bez časového omezení. Cyklostezkami se v seznamech mínily vyznačené cyklistické trasy, které jsou fakticky zároveň stezkami pro cyklisty. Údaj o délce se vztahuje pouze k úseku na území zón vojenského újezdu.
- Zóna A (13,08 km², na severu újezdu, mezi Komárovem a Jinci, Ohrazenice – Krejčovka – hrad Valdek – Neřežín):
  - Stezka pro pěší Podluhy – Neřežín (9,930 km, číslo žlutě značené trasy 6157)
  - Komunikace Křešín – Felbabka (přístupná bez časového omezení, v zóně A)
  - Komunikace Obecnice – Ohrazenice – Neřežín – Zaječov (se zvláštním režimem, část sítě komunikací tvoří hranici zóny A, zbytek zasahuje do vojenského újezdu mimo zóny)
- Zóna B (8,13 km², Strašice – Dolní Kvaň (Kvaň)):
  - Stezka pro pěší Nová Ves – Těně – Strašice (7,384 km, čísla žlutě značených tras 6614 a 6726, v západní části souběžně s cyklotrasou, údolí Jalového potoka)
  - Cyklotrasa č. 2252 Strašice – Zaječov (8,957 km, tvoří vnitřní hranici zóny)
- mimo zóny:
  - Komunikace Strašice – kamenolom (přístupná bez časového omezení, kratičký úsek přes výběžek újezdu)
- Zóna C (4,86 km², Dobřív – Skořice (Záhorčí), u Mirošova):
  - Cyklotrasa č. 2251 Dobřív – Skořice (3,839 km, tvoří vnitřní hranici zóny)
  - Komunikace Mirošov – Skořice (přístupná bez časového omezení)
- Zóna D (0,73 km², Pančava – Skořice, nedaleko Mirošova, jižně od Skořice, bez časového omezení):
  - Komunikace Skořice – Pančava (přístupná bez časového omezení, tvoří vnitřní hranici zóny)
- Zóna E (0,24 km², Číčov – Vísky, jižně od Mirošova, bez časového omezení):
  - Komunikace Vísky – Číčov (přístupná bez časového omezení, tvoří vnitřní hranici zóny)
- Zóna F (4,77 km², Láz – Nepomuk (Plešec), severně od Rožmitálu pod Třemšínem):
  - Komunikace Láz – Nepomuk (přístupná bez časového omezení)
  - Cyklotrasa č. 9190 Láz – Nepomuk (5,306 km, tvoří vnitřní hranici zóny)
- Zóna G (5,46 km², Obecnice – Bohutín (Třemošná), nejblíže Příbrami):
  - Stezka pro pěší Orlov – Třemošná – Láz (Orlov – Třemošná modrá značka č. 1191, Orlov – Ohrádka – Pilská – Bohutín zelená značka č. 3097)

### Sídelní útvary
Jako sídelní útvary byly z hlediska režimu vstupu vedeny:
- Velcí (u Jinců)
- Valdek (na okraji zóny A)
- Hlína (na okraji zóny A)
- Okrouhlík (na okraji zóny B)
- Kolvín (mimo zóny, mezi zónami C a D) – nejvíce osídlená část újezdu.
- Octárna (u Obecnice, severně od zóny G)

Nejvíce obyvatel žije v oblasti Kolvínu, která je cca 30 km vzdálená od Jinců, kde se nacházel újezdní úřad.

## Rušení újezdu
6. dubna 2011 se objevila v řadě médií informace, že po několikaměsíčních diskusích o tom, který z vojenských újezdů bude zrušen (kromě Brd se uvažovalo též o Hradišti i Libavé – ještě koncem ledna byl navrhován újezd Hradiště, kde se uvažovalo o zřízení národního parku), se ministerstvo obrany přiklonilo ke zrušení vojenského újezdu Brdy a zmenšení dalších újezdů. Původcem tohoto záměru měl být generální sekretář Jan Vylita, ředitel majetkové sekce ministerstva. Ministr Alexandr Vondra upřesnil, že konkrétní rozhodnutí ještě nepadlo, ale že zrušení brdského újezdu je jednou z nejzajímavějších možností. Generální štáb se dlouho bránil jakémukoliv omezování vojenských prostorů.
Pro zrušení vojenského újezdu Brdy se vyjádřila Okresní hospodářská komora v Rokycanech, zoologové a botanici z Hornického muzea v Příbrami si naopak přáli zachování vojenského prostoru z důvodu ochrany přírody před veřejností. Starosta Jinců se domníval, že zrušení újezdu a posádky by mělo negativní dopad na region. Šéf Ochrany fauny ČR Pavel Křížek se vyslovil, že nejlepší ochranou přírody jsou vojáci a komáři, a zrušení újezdu by podle něj znamenalo pro brdskou přírodu konec. Příbramský starosta se obával devastace Brd a znehodnocení zdrojů pitné vody. Starostové 17 obcí z Příbramska v červenci 2011 vyjádřili nesouhlas se zrušením vojenského újezdu, zejména kvůli ohrožení zdrojů pitné vody, a pro případ zrušení si stanovili šest požadavků, například zřízení CHKO, stavební uzávěru, zabezpečení asanace míst s nevybuchlou municí. Hejtmani obou krajů vznesli také požadavek, aby stát dořešil odstranění ekologických zátěží a pyrotechnické vyčištění. Obecní úřad ve Strašicích a Muzeum Středních Brd vypracovaly v roce 2011 vlastní návrh uspořádání území vojenského újezdu Brdy. Ředitel Muzea Středních Brd Martin Lang v roce 2014 uvedl, že to byl jediný dokument zdola, se kterým ministerstvo obrany pracovalo. Tento návrh předpokládal vyhlášení CHKO a připojení území k obcím, od nichž byla roku 1949 odtržena, zejména s ohledem na vodní hospodářství a protipovodňovou ochranu. Lang také tvrdil, že Vojenské lesy a statky mají daleko rozumnější přístup k hospodaření než Lesy České republiky, a proto navrhoval ponechání státních pozemků v jejich správě.
Vláda nicméně dne 4. ledna 2012 záměr Ministerstva obrany zrušit vojenský újezd Brdy a zmenšit několik dalších vojenských újezdů schválila. K realizaci bylo nutné změnit zákon č. 222/1999 Sb. a upravit území obcí, případně i hranice krajů, a dořešit majetkové poměry, například restituční nároky. V době rozhodnutí vlády nebyl způsob rozdělení území mezi obce nebo vytvoření nových obcí stanoven. Ačkoliv celý újezd patří do Středočeského kraje, uvažovalo se o převedení některých území k obcím Plzeňského kraje, například kvůli zdrojům pitné vody. Středočeský kraj a obce z Příbramska proti dělení území do dvou krajů protestovaly, Plzeňský kraj a přilehlé obce Plzeňského kraje si naopak část území nárokovaly. Na jednání 14. ledna 2013 hejtman Plzeňského kraje Milan Chovanec podpořil vládní návrh na rozdělení mezi oba kraje a návrat k historickým hranicím obcí, středočeský hejtman Josef Řihák byl pro setrvání celé oblasti ve Středočeském kraji. Ministerstvo obrany navrhovalo, aby lesy zůstaly ve správě státního podniku Vojenské lesy a statky ČR. Ministerstvo životního prostředí zadalo Agentuře ochrany přírody a krajiny vypracovat analýzu, jaký režim ochrany přírody má být na území dosavadního újezdu zvolen. Agentura navrhla dvě varianty, buď přírodní park a síť maloplošných zvláště chráněných území, nebo vyhlásit chráněnou krajinnou oblast, která by kromě dosavadního újezdu zahrnovala i území dnešních přírodních parků Hřebeny, Třemšín, Radeč a Trhoň. Agentura preferovala variantu zřízení chráněné krajinné oblasti. Ke zřízení CHKO Brdy se přiklánělo i občanské sdružení Brdy-Res publica a také hejtmani Středočeského a Plzeňského kraje. Na jednání 14. ledna 2013 se plzeňský i středočeský hejtman shodli, že nebudou podporovat vstup developerů do území, i na dalších otázkách týkajících se vzniku CHKO, regionálního rozvoje i bezpečnosti.
Návrh vlády na zrušení vojenského újezdu Brdy byl podán Poslanecké sněmovně a měl být projednáván na její schůzi v březnu 2014. Vládní návrh respektoval hranice rozvodí a předpokládal administrativní rozdělení dosavadního újezdu mezi Středočeský a Plzeňský kraj v poměru 2:1 a připojení katastrů zaniklých obcí k sousedním obcím. Navrhovaná CHKO Brdy tedy měla zasahovat do obou krajů. Z oslovených 36 obcí údajně s návrhem souhlasilo 35 obcí, tedy všechny kromě města Příbram, nesouhlas s návrhem ovšem vyjádřil i středočeský hejtman Josef Řihák, člen ČSSD a bývalý starosta Příbrami. Hejtman Řihák proti návrhu namítal, že není v souladu s takzvanou Bílou knihou, kterou Armáda ČR představila v roce 2011. Pokud chce armáda zachovat dělostřeleckou jednotku v Jincích, měl by jí podle Řiháka zůstat i výcvikový prostor. Řihák argumentoval navíc i tím, že na plochy ohrožené zbytky munice bude stejně muset být zakázaný vstup, dále tím, že statut CHKO prý neochrání přírodu tak dobře jako existence vojenského újezdu, protože vojenský dohled prý přírodě svědčí, a také tím, že ve vojenském újezdu Libavá, jehož zrušení Řihák preferuje, jsou velké restituční nároky. Poslanec ČSSD Jan Hamáček, v roce 2014 předseda Poslanecké sněmovny, prosazoval zrušení VÚ Boletice místo Brd. Nový ministr obrany Martin Stropnický v únoru 2014 údajně „stáhl projednávání“ vládního návrhu s odůvodněním, že se s ním chce napřed ještě blíže seznámit. Skupina starostů obcí a měst Borovno, Dobřív, Hořovice (a zároveň mikroregionu Hořovicko s výjimkou obce Chaloupky), Hrádek, Kamenný Újezd, Mirošov, Míšov, Rokycany, Skořice, Spálené Poříčí, Strašice, Štítov, Těně, Trokavec a Zaječov poslala ministrovi obrany dopis, v němž žádají, aby ministerstvo a vláda neustupovaly přáním zastupitelstva Středočeského kraje a některým středočeským poslancům a senátorům, kteří chtějí vojenský prostor zachovat.
Nakonec však Poslanecká sněmovna 12. prosince 2014 vládní návrh zákona, který vojenský újezd Brdy ruší, schválila. Pro návrh bylo 99 poslanců, 45 zákonodárců zejména z ČSSD a KSČM hlasovalo proti. Neprošel návrh zrušení újezdu ze zákona vyjmout, který přednesl předseda sněmovny a středočeský poslanec za ČSSD Jan Hamáček. Zákon byl 14. ledna 2015 schválen také Senátem, pro bylo 33 senátorů z celkem 37 přítomných. 20. ledna 2015 jej podepsal prezident Miloš Zeman, zákon vyšel pod č. 15/2015 Sb. a ke zrušení vojenského újezdu tak došlo 1. ledna 2016. Tento den bylo území újezdu rozděleno mezi okolní obce, část rozdělovaného území proto přešlo do Plzeňského kraje. Pyrotechnická očista skončila v roce 2017, přesto některé oblasti, jako dopadové plochy (vysoké množství nevybuchlé munice) a těžko přístupná místa nešla vyčistit a je do nich trvalý zákaz vstupu.